# Geocharis
Geocharis é um género botânico pertencente à família Zingiberaceae.
A autoridade científica do género é Henry Nicholas Ridley, tendo sido publicado em Journal of the Straits Branch of the Royal Asiatic Society 50: 143., no ano de 1908.
Trata-se de um género aceite pelo sistema de classificação filogenético Angiosperm Phylogeny Website

## Espécies
Este género contém 14 espécies descritas, das quais 6 são aceites:
- Geocharis aurantiaca Ridl.
- Geocharis fusiformis (Ridl.) R.M.Sm.
- Geocharis macrostemon (K.Schum.) Holttum
- Geocharis radicalis (Valeton) B.L.Burtt & R.M.Sm.
- Geocharis rubra Ridl.
- Geocharis secundiflora (Ridl.) Holttum